# Zzyzx
Zzyzx (/ˈzaɪˌzɪks), in precedenza nota come Soda Springs, è un'area non incorporata della contea di San Bernardino, California, Stati Uniti d'America, entro i confini della riserva nazionale del Mojave. È l'ex sito della Zzyzx Mineral Springs and Health Spa ed è il sito del Desert Studies Center. Il sito è anche la sede del lago Tuendae, originariamente parte del centro termale e rifugio del Mohave tui chub, in via di estinzione.
Zzyzx Road è una strada lunga 7,3 miglia (11,75 km), in parte asfaltata e in parte strada da collezione rurale nel deserto del Mojave. Corre dalla Interstate 15 in generale verso sud fino all'insediamento di Zzyzx.
L'insediamento ha due prefissi: 442 e 760, e lo ZIP code è 92309. La città più vicina è la piccola cittadina di Baker, California, a 7 miglia (11 km) a nord sulla I-15. Las Vegas, Nevada, è la città più grande vicina, a circa 100 miglia (160 km) a nord-est.